# Perissomastix hogasi
Perissomastix hogasi är en fjärilsart som beskrevs av Josif Capuse 1971. Perissomastix hogasi ingår i släktet Perissomastix och familjen äkta malar.
Artens utbredningsområde är Guinea. Inga underarter finns listade i Catalogue of Life.